# Gozzano
Gozzano es un municipio italiano de la Provincia de Novara, Región del Piamonte. Tiene alrededor de 5.979 habitantes y una densidad poblacional de 498 hab/km². Se extiende por un área de 12 km².

## Lugares de interés
- Basilica di San Giuliano (Basílica de San Julián) (Fundación del siglo IV para albergar a su patrón San Julián diácono, puede decirse que sobre ella se erigió una iglesia paleocristiana y posteriormente lombarda en el siglo VIII, románica en el siglo XI y se reformó en el siglo XVIII). Es de una sola nave con ábside semicircular y una capilla. Por el exterior destaca su pasado románico: un campanario del siglo XI y columnas con capiteles de la misma época

- Palazzo Vescovile (Palacio Vescovile) (siglos XIII-XVIII)
- Palazzo della comunità o Ticial (Palacio Municipal)(siglo XVI)
- Chiesa di San Lorenzo (Iglesia románica de San Lorenzo) (siglo XII)
- Chiesa di Santa Maria di Luzzara (Iglesia de Santa María de Luzzara) (siglo XV)
- Castello di Buccione (Castillo de Buccione) (siglo XII)

## Evolución demográfica
| Gráfica de evolución demográfica de Gozzano entre 1861 y 2001 |
|                                                               |
| Fuente ISTAT - elaboración gráfica de Wikipedia               |